# Comuna Trivalea-Moșteni, Teleorman
Trivalea-Moșteni este o comună în județul Teleorman, Muntenia, România, formată din satele Brătășani, Deparați și Trivalea-Moșteni (reședința).

## Demografie
Componența etnică a comunei Trivalea-Moșteni
     Români (90,89%)
     Alte etnii (0%)
     Necunoscută (9,11%)
Componența confesională a comunei Trivalea-Moșteni
     Ortodocși (90,62%)
     Alte religii (0,13%)
     Necunoscută (9,25%)
Conform recensământului efectuat în 2021, populația comunei Trivalea-Moșteni se ridică la 2.282 de locuitori, în scădere față de recensământul anterior din 2011, când fuseseră înregistrați 2.837 de locuitori. Majoritatea locuitorilor sunt români (90,89%), iar pentru 9,11% nu se cunoaște apartenența etnică. Din punct de vedere confesional, majoritatea locuitorilor sunt ortodocși (90,62%), iar pentru 9,25% nu se cunoaște apartenența confesională.

## Istorie
La sfârșitul secolului al XIX-lea, pe teritoriul actual al comunei funcționau comunele Deparați-Hârlești și Netoți (ambele făcând parte din plasa Teleormanului al județului Teleorman). Comuna Deparați-Hârlești era alcătuită din satele Deparați și Hârlești și avea o populație de 1626 de locuitori. În comună exista o școală mixtă frecventată de 36 de elevi și o biserică. Comuna Netoți era alcătuită din satele Brătășani, Moșteni, Netoții de Jos, Netoții de Sus și Trivalea.
În Anuarul Socec din 1925, satele Deparați și Hârlești apar deja comasate într-un singur sat numit Deparați-Hârlești, la fel ca și numele comunei. Comuna este consemnată în plasa Slăvești a aceluiași județ, cu o populație de 1331 de locuitori.  Comuna Netoți este consemnată în plasa Slăvești a aceluiași județ, având o populație de 2318 de locuitori (în satele Brătășani, Moșteni, Netoți, Tălpeni, Trivalea, Țugueții de Jos și Țugueții de Sus). În anul 1931, comuna Netoți era împărțiță în satele Brătășani, Moșteni, Tâlpeni-Netoți, Trivalea și Țugueții de Jos.
În anul 1950, comunele au trecut în administrația raionului Alexandria al regiunii Teleorman, raion care, doi ani mai târziu, a fost inclus în regiunea București. Între timp, satele comunei Netoți au format împreună comuna Brătășani, iar în anul 1964, comuna și satul Derapați-Hârlești, au primit numele de Schela, iar satul Tâlpeni-Netoți din comuna Brătășani a primit numele de Tâlpeni.
În anul 1968, comunele au fost transferate la județul Teleorman. Tot atunci, se desființează comuna Brătășani, iar satele Trivalea și Moșteni care au făcut parte anterior din această comună, formează împreună comuna Trivalea-Moșteni, cu reședința în satul cu același nume. Se desființează comuna Schela, iar unicul său sat cu același nume este transferat la comuna Trivalea-Moșteni. De asemenea, satele Tâlpeni și Țugueții de Jos sunt desființate și sunt contopite cu satul Trivalea-Moșteni. În anul 2000, satul Schela a căpătat numele actual de Deparați.

## Politică și administrație
Comuna Trivalea-Moșteni este administrată de un primar și un consiliu local compus din 11 consilieri. Primarul, Marius Nicolae Bocancilă[*], de la Partidul Social Democrat, este în funcție din 2012. Începând cu alegerile locale din 2024, consiliul local are următoarea componență pe partide politice:
|  | Partid                          | Consilieri | Componența Consiliului | Componența Consiliului | Componența Consiliului | Componența Consiliului | Componența Consiliului |
|  | ------------------------------- | ---------- | ---------------------- | ---------------------- | ---------------------- | ---------------------- | ---------------------- |
|  | Partidul Social Democrat        | 5          |                        |                        |                        |                        |                        |
|  | Partidul Național Liberal       | 3          |                        |                        |                        |                        |                        |
|  | Alianța pentru Unirea Românilor | 3          |                        |                        |                        |                        |                        |

## Monumente istorice
- Biserica de lemn "Sf Nicolae”, sat BRĂTĂȘANI. Localizare: Cartier Țuguienții. Datare: 1835
- Biserica "Sf. Nicolae”, sat DEPARAȚI. Localizare: În cimitir. Datare: 1839
- Conacul Alexandru Deparățeanu, sat DEPARAȚI. Datare: mijl. sec. XIX
- Conacul Trandafirescu - Slăvescu, azi Ferma nr. 6, sat DEPARAȚI. Datare: 1860
- Conacul Jean Vetra, sat DEPĂRAȚI. Localizare: La 2 km de sat. Datare: mijl. sec. XIX
- Spital, sat DEPARAȚI, fost SCHELA. Datare: 1900

## Personalități născute aici
- Alexandru Depărățeanu (1835 - 1865), scriitor, politician;
- Ioan Stănculescu (1890 - 1956), general;
- Nicolae Papuc (n. 1973), sportiv la pentatlon modern.